# (35468) 1998 EW2
1998 EW2 (asteroide 35468) é um asteroide da cintura principal. Possui uma excentricidade de 0.08949430 e uma inclinação de 9.88761º.
Este asteroide foi descoberto no dia 2 de março de 1998 por ODAS em Caussols.